# Craven & District Football League
Craven & District Football League är en engelsk fotbollsliga baserad runt det tidigare distriktet Craven, grundad 1905. Den har fyra divisioner och toppdivisionen Premier Division ligger på nivå 14 i det engelska ligasystemet.
Ligan är en matarliga till West Riding County Amateur Football League.

## Mästare
| Säsong  | Premier Division      | Division One        | Division Two         | Division Three            |
| ------- | --------------------- | ------------------- | -------------------- | ------------------------- |
| 2005/06 | Oxenhope Rec FC       | Bradley FC          | Pendle Athletic FC   | Grassington United FC Res |
| 2006/07 | Oxenhope Rec FC       | Oxenhope Rec FC Res | Gargrave FC Res      | Pendle Renegades FC       |
| 2007/08 | Grassington United FC | Gargrave FC Res     | Earby Town FC        | Settle Utd FC             |
| 2008/09 | Long Lee Jrs FC       | Cowling FC          | Silsden Whitestar FC | Ingrow and Worh Valley FC |
| 2009/10 | Long Lee Juniors      | Embsay              | Carleton             | Ighton Leigh Reserves     |
| 2010/11 | Skipton LMS           | Carleton            | Cross Hills          | Ingrow & Worh Valley      |